# Darya Dyachenko
Darya Grigorievna Dyachenko (russo: Дарья Григорьевна Дьяченко; Kumari, 2 de abril de 1924 - Tiraspol, 2 de abril de 1944) foi uma guerrilheira soviética que fez parte da organização Komsomol, com base em Mykolaiv. Ela foi chefe do capítulo da juventude do grupo partisan e recebeu postumamente o título de Herói da União Soviética, em 1 de julho de 1958, por decreto do Soviete Supremo.

## Primeiros anos
Darya era filha de uma família de camponeses ucranianos na aldeia de Kumari. Após a invasão alemã da União Soviética em 1941, seu pai, que havia sido o presidente do comitê distrital, foi enviado para a frente de guerra enquanto Darya e sua mãe se mudaram para Novo-Andreyevka a fim de morar com sua avó. Ela integrava o Komsomol.

## Atividades
Quando os alemães ocuparam sua aldeia, Dyachenko se juntou ao movimento de resistência após se encontrar com Parfentiy Grechanyy, o líder da organização Komosmol "Partisan spark". O grupo partidário foi fundado em 1941 pelo diretor da escola secundária na aldeia de Krymka. Cada célula era composta por cinco pessoas e, após obterem máquinas de escrever e rádios, resumiam as transmissões do Sovinformburo em papel e divulgavam as mensagens por meio de folhetos. Eles também coletaram folhetos lançados por aviões soviéticos e os distribuíram pela aldeia.
Os partisans obtiveram armamentos e treinaram o uso de granadas e rifles antes de iniciarem a sabotagem. Em uma missão, a célula liderada por Dyachenko descarrilou um trem que transportava soldados alemães e seus suprimentos. Ela foi a organizadora de um complô para ajudar 200 prisioneiros de guerra soviéticos a escapar de um campo. Depois de fazer amizade com o grupo de guardas prisionais romenos, Dyachenko e seus camaradas os convidaram para uma festa e os embebedaram antes de libertar os prisioneiros de guerra.
Em 25 de fevereiro, partidários do destacamento "partisan spark" foram presos pela Gestapo. Em 1 de março de 1943, Dyachenko foi presa e enviada para uma prisão em Tiraspol. Ela pretendia escapar e seus amigos conseguiram 6 mil marcos alemães para subornar um guarda para ajudá-la a escapar, mas a trama foi descoberta e Dyachenko e o guarda foram baleados em 2 de abril de 1944.